# 人民音乐出版社
人民音乐出版社，是中华人民共和国最早成立并拥有广泛影响的出版音乐书谱、音乐期刊、音像制品的音乐专业出版杜，位于北京市海淀区翠微路2号。

## 概述
人民音乐出版社成立于1954年10月11日，其前身为万叶书店，由艺术家钱君匋于1938年7月1日创建于上海。1953年，私营上海音乐出版社和教育书店一起，并入万叶书店，在上海成立了新音乐出版社。1954年10月，中国音乐家协会出版部与新音乐出版社公私合营，在北京成立了音乐出版社，1974年改称人民音乐出版社。 1996年，经新闻出版署批准，成立了副牌华乐出版社；2000年起，以“人民音乐音像出版社”为前缀，出版电子音像制品。截止2009年，共出版音乐、戏曲、曲艺、舞蹈类图书8500余种，出版音像制品720余种，引进外版图书约410余种，输出本版图书40余种。